# Ferrari 250 GT 2+2
Der Ferrari 250 GT 2+2 (ab 1963: Ferrari 250 GTE 2+2) ist ein Sportwagen des italienischen Automobilherstellers Ferrari, der von 1960 bis 1963 gebaut wurde. Er gehört zur weit gefächerten Modellfamilie Ferrari 250, mit der er sich wesentliche Elemente der Antriebstechnik und des Fahrwerks teilt. Der 250 GTE 2+2 war Ferraris erster in Serie gefertigter Viersitzer und mit einer Produktion von 950 Exemplaren das bis dahin erfolgreichste Einzelmodell der Marke. Die Fahrzeuge waren weitestgehend standardisiert. Es gab nur wenige Spezialversionen, darunter zwei Polizeifahrzeuge.

## Hintergrund
Nach dem Ende des Zweiten Weltkriegs weitete das Modeneser Unternehmen Ferrari, dessen Anfänge im Rennsport liegen, seine Tätigkeit auf die Herstellung von Straßensportwagen aus. Nachdem Ferrari zunächst mehr oder weniger Einzelstücke gefertigt hatte, erschien 1953 die Modellfamilie 250 als eine auf europäische Märkte zugeschnittene Alternative zu den vielfach nach Übersee exportierten großen Ferrari-Modellen 340 und 375. Wie bei Ferrari üblich, gehörten sowohl Straßen- als auch Rennsportversionen zu der Baureihe 250. Abgesehen von dem nur 1953 produzierten 250 Europa baute Ferrari in alle Mitglieder der 250-Familie eine 3,0 Liter große Ausführung des kurzen Zwölfzylindermotors von Gioacchino Colombo ein.
Die Fertigung von Straßenautos begann bei Ferrari langsam. Vom 250 Europa (1953) und seinem Nachfolger 250 Europa GT (1954) entstanden jeweils weniger als 100 Autos. Mit dem 1955 vorgestellten 250 GT, den die Karosseriewerke Boano und Ellena aufbauten, erreichte Ferrari erstmals niedrige dreistellige Stückzahlen. Der 1958 vorgestellte Nachfolger 250 GT Coupé Pininfarina wurde dagegen in zwei Jahren bereits etwa 350-mal gebaut. Mit ihm wurde Ferrari zu einem „echten Serienhersteller.“ 1960 löste Ferrari den 250 GT Coupé, der wie alle Vorgänger ein reiner Zweisitzer war, durch den größeren 250 GTE 2+2 ab. Mit ihm beschritt das Unternehmen wiederum Neuland: Er war der erste in Serie gefertigte Viersitzer Ferraris und das bis dahin größte Auto des Unternehmens. Zudem war seine Ausstattung luxuriöser als alle vorherigen Modelle. Ferrari erweiterte mit dieser Neupositionierung auch seinen Kundenkreis: Inzwischen sprach die Marke auch (wohlhabende) Familienväter an.
Parallel zum 250 GTE 2+2 bot Ferrari mehrere Fahrzeuge an, deren Ausrichtung sportlicher war:
- Das 250 GT Pininfarina Cabriolet war ein offener Zweisitzer. Formal erinnerte er noch an das 250 GT Coupé.
- Der 250 GT Berlinetta SWB war eine besonders sportliches, kürzeres Modell mit eigenständiger Aluminiumkarosserie.
- Der 250 GT California Spyder war das offene Gegenstück zum 250 GT Berlinetta SWB.

Der 250 GT 2+2 war ein großer wirtschaftlicher Erfolg für Ferrari. 1963 begann das Unternehmen, die Baureihe 250 schrittweise durch die leistungsstärkere Familie 330 zu ersetzen, die unter anderem größere Motoren hatte. Auch diese Familie hatte ein 2+2-sitziges Mitglied, das die Rolle des 250 GT 2+2 übernahm: Das war zunächst das Interimsmodell 330 America, dessen Karosserie mit der des 250 GTE 2+2 noch übereinstimmte, bevor nach kurzer Übergangszeit der 330 GT 2+2 mit eigenständigem Aufbau an seine Stelle trat.

## Nomenklatur
Der Zahlencode 250 leitet sich, wie seinerzeit bei Ferrari üblich, von der Motorisierung ab und nimmt auf den gerundeten Hubraum eines einzelnen Zylinders in Kubikzentimetern (hier: 246 cm³, gerundet auf 250 cm³) Bezug. In den ersten drei Jahren seiner Produktion war lautete die werksseitige Bezeichnung 250 GT 2+2. In der dritten und letzten, 1963 aufgelegten Serie änderte Ferrari die Bezeichnung in 250 GTE 2+2. Abweichend davon wird die Baureihe in der Literatur teilweise ohne Differenzierung einheitlich als 250 GTE 2+2 oder 250 GT 2+2 bezeichnet.

## Beschreibung

### Motor und Antrieb

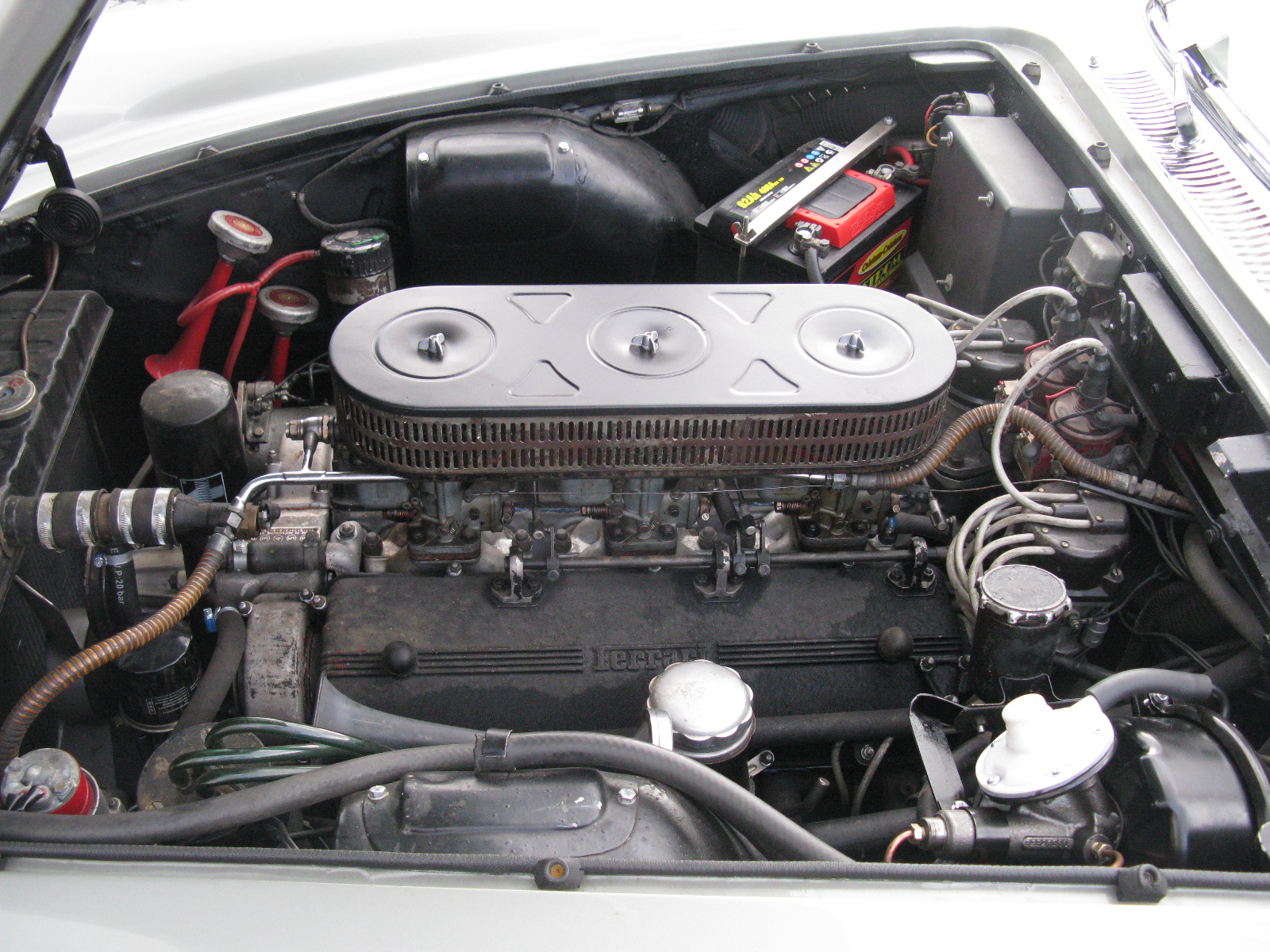
Tipo-128-Zwölfzylinder im 250 GTE 2+2

Der Antrieb des 250 GT 2+2 entspricht im Wesentlichen dem des Vorgängermodells. Wie dieses hat der 2+2 eine Variante des Short-Block-Zwölfzylinders, der auf eine Konstruktion von Gioacchino Colombo aus dem Jahr 1947 zurückgeht und der sich in ähnlicher Form auch in den anderen Modellen der Ferrari-250-Familie findet. Der Zwölfzylindermotor hat einen Hubraum von 2953 cm³ (Bohrung × Hub: 73 × 58,8 mm). Der Zylinderbankwinkel beträgt 60 Grad. Jede Zylinderreihe hat eine obenliegende Nockenwelle, die von einer Kette angetrieben wird. Für jeden Zylinder gibt es ein Ein- und ein Auslassventil. Die Gemischaufbereitung übernehmen drei Doppelvergaser von Weber (Typ 36DCF). Im Gegensatz zu früheren Varianten saßen bei dieser Variante des Colombo-Motors die Zündkerzen nicht mehr an den Innenseiten des durch die Zylinderbänke gebildeten V, sondern außen. Die Motorleistung beträgt 240 PS (177 kW) bei etwa 7000 Umdrehungen pro Minute.
Die im 250 GT 2+2 eingebaute Variante des Colombo-Motors trägt die Bezeichnung Tipo 128. Die Motoren wurden im Laufe des Produktionszyklus schrittweise weiterentwickelt. Anfänglich wurde die Version Tipo 128E eingebaut, nach einiger Zeit ersetzte ihn die „F“-Version. Die Kraft wird bei den ersten Fahrzeugen durch ein handgeschaltetes Vierganggetriebe übertragen, das mit einem elektrisch zuschaltbaren Overdrive von Laycock-de Normanville gekoppelt ist. Spätere Versionen haben ein manuelles Fünfganggetriebe.

### Chassis
Das Chassis des 250 GTE 2+2 ähnelt dem seiner Vorgänger. Es ist weiterhin die Tipo 508 genannte Konstruktion, die hier den Zusatz „E“ trägt. Grundlage ist ein Rahmen aus ovalen Stahlrohren. Der Radstand beträgt wie beim Vorgänger 2600 mm. Die vorderen Räder sind einzeln an Doppelquerlenkern aufgehängt, mit Schraubenfedern, hydraulischen Houdaille-Hebelstoßdämpfern und Stabilisator. Hinten hat der 250 GTE 2+2 eine Starrachse mit zwei längs angeordneten Blattfedern, dazu zwei Längslenker und Teleskopstoßdämpfer. Alle Modelle haben rundum Scheibenbremsen.
Um den für einen Viersitzer notwendigen Platz zu schaffen, sind der Motor und das Getriebe im 250 GTE 2+2 im Vergleich zu den Vorgängern um 20 cm nach vorn verlagert. Dadurch resultiert ein längerer Überhang als bei den früheren 250-GTs.

### Karosserie

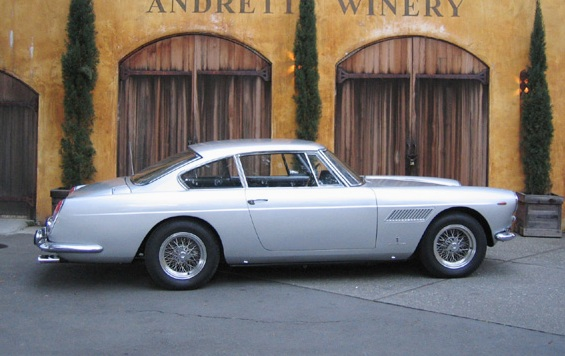
Semi-Fastback: Ferrari 250 GTE 2+2

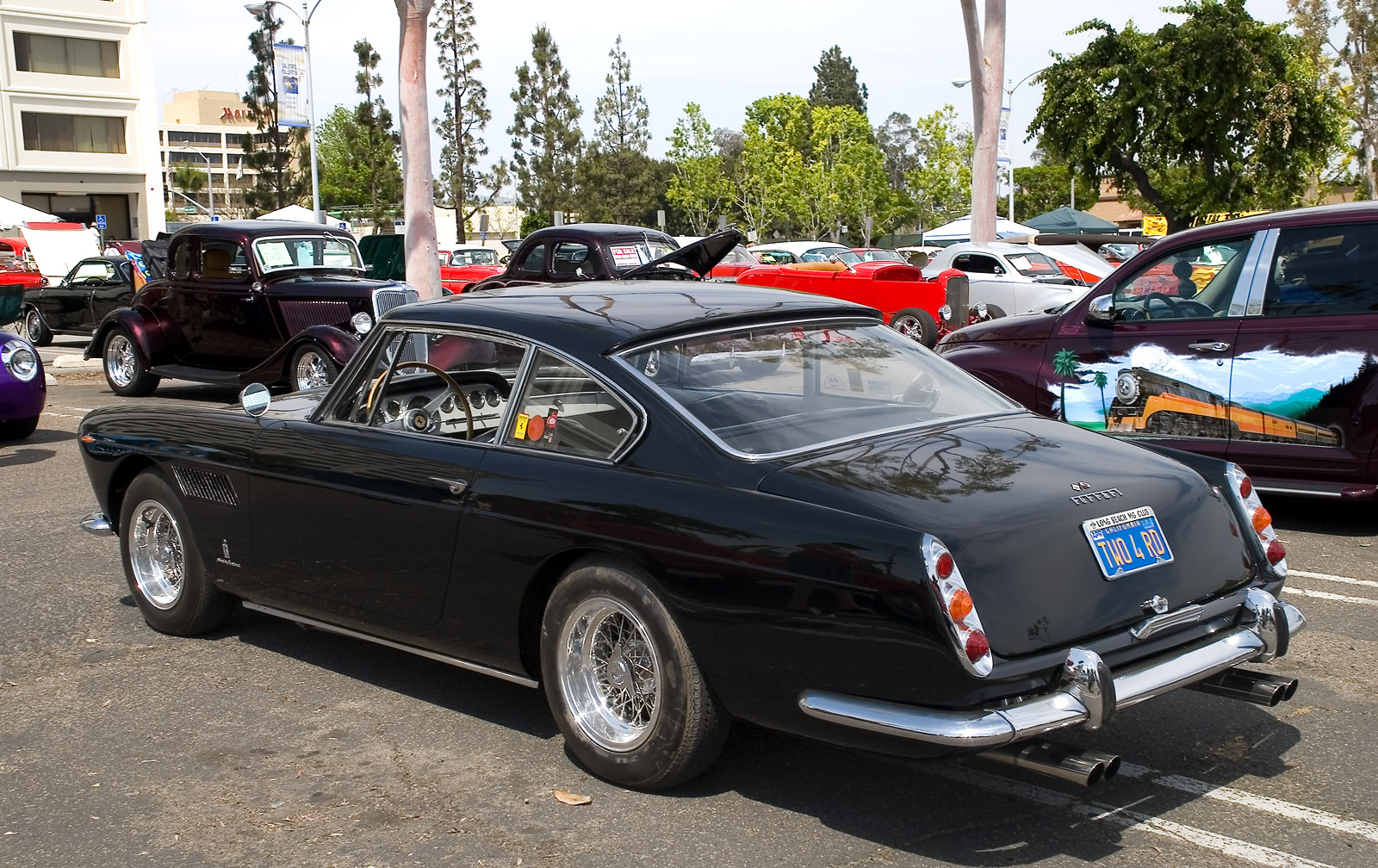
Drei Rundleuchten: Heckpartie der Serien 1 und 2

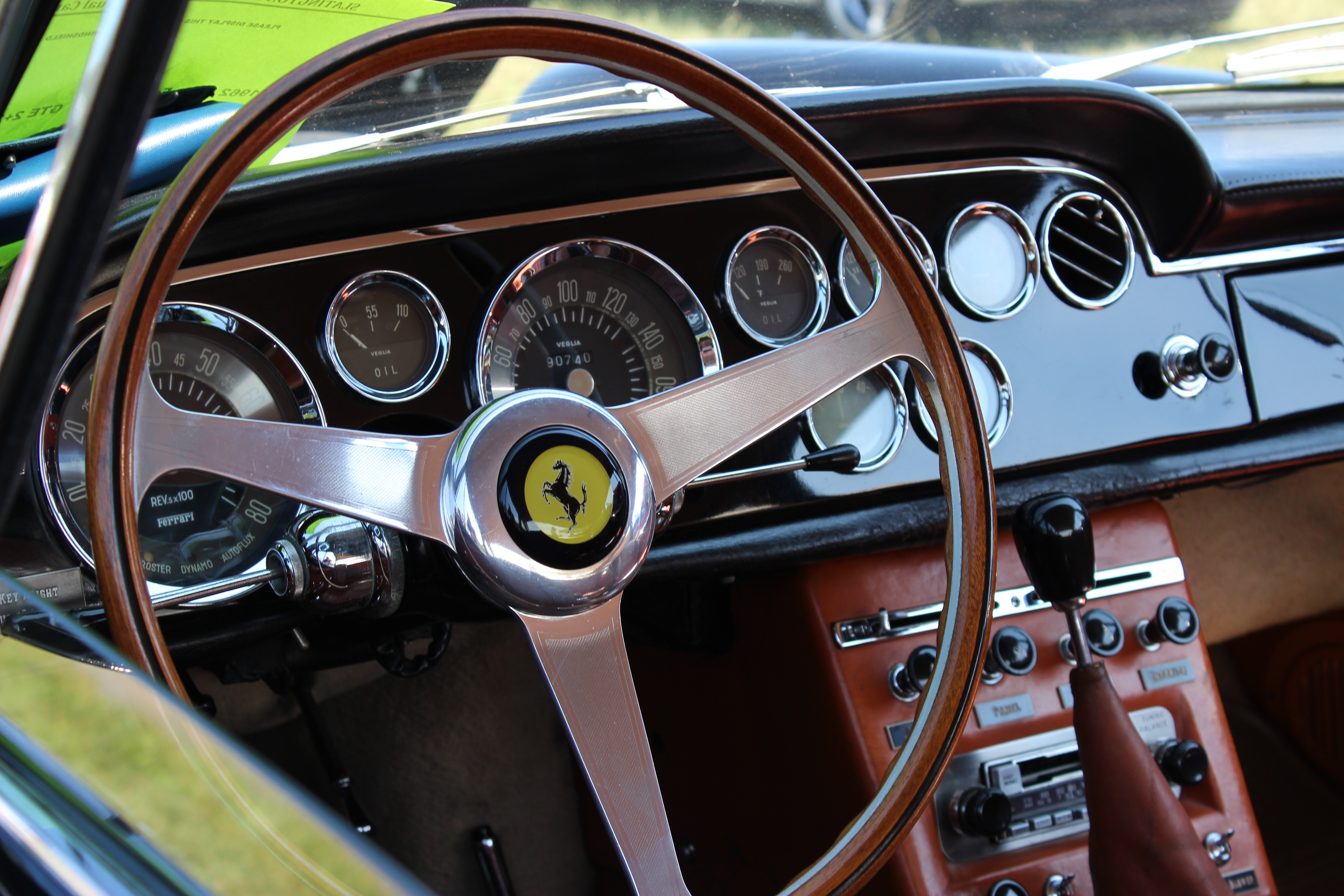
Interieur

#### Design und Konstruktion
Der Ferrari 250 GT 2+2 ist ein zweisitziges Coupé mit zwei Notsitzen hinten. Die Rücksitze bieten „zwei Kindern bequem Platz“ und sind „für Erwachsene zumindest kurzfristig ausreichend.“
Die Karosserie war gänzlich neu gestaltet. Sie übernahm keine Details des Vorgängermodells. Das Design geht auf das Turiner Unternehmen Pininfarina zurück, das von Beginn an eng in die Entwicklung des Autos einbezogen worden war. Die Form des Aufbaus war im Windkanal des Politecnico di Torino getestet worden. Die Gürtellinie verläuft waagerecht von den Frontscheinwerfern bis zum hinteren Kotflügel, der schräg ausläuft. In die Enden der Kotflügel sind die in Chrom eingefassten Rückleuchten eingelassen. Die Fahrgastzelle hat nun auf jeder Seite drei Fenster (einschließlich des Dreiecksfensters in den Türen). Der Dachaufbau folgt einem Semi-Fastback-Stil. Das Dach bildet einen leichten Überhang über dem oberen Ende der Heckscheibe. Die Linie fällt dann in flacher Neigung zum Kofferraum hin ab. Die B-Säule ist im rechten Winkel dazu geneigt. In den Ausmaßen übertrifft der 250 GT 2+2 seinen Vorgänger teilweise deutlich. Mit 4700 mm ist er mehr als 300 mm länger als der 250 GT Coupé, zudem ist er 60 mm breiter. Im Laufe des Produktionszyklus wurde das Design nur in wenigen Details verändert.
Der Aufbau des 250 GT 2+2 besteht aus Stahlblechen. Anders als bei den sportlicheren Versionen gibt es keine Fahrzeuge mit Aluminiumkarosserien.

#### Bewertungen
Das Design wird uneinheitlich bewertet. Einige halten den 250 GT 2+2 für den schönsten bis dahin gebauten Straßen-Ferrari. Die Form wird als „zeitlos-elegant,“ teilweise aber auch als „recht brav“ beschrieben. Auf zeitgenössische Beobachter wirkte der Aufbau des 250 GT 2+2 teilweise „wesentlich wuchtiger“ als der seines Vorgängers.

### Die einzelnen Serien
Markenchronisten teilen die Produktion in drei Serien ein, die sich durch kleinere kosmetische Änderungen voneinander unterschieden:
- Serie 1: Oktober 1960 bis Mitte 1961
- Serie 2: Mitte 1961 bis Februar 1963: keine äußerlichen Änderungen, aber neu gestaltetes Armaturenbrett.[12]
- Serie 3: ab März 1963: Längliche Rückleuchten anstelle dreier Rundleuchten; Positionierung der vorderen Zusatzscheinwerfer unter den Hauptleuchten. Das Auto heißt nun 250 GTE 2+2.[13]

## Vorstellung und Produktion
Im Frühjahr 1960 entstanden zwei Prototypen, einer davon auf dem Chassis eines älteren 250-Modells.
Der 250 GT 2+2 erschien erstmals öffentlich beim 24-Stunden-Rennen von Le Mans 1960. Entgegen den Darstellungen in einzelnen jüngeren Publikationen war das Auto nicht zum Rennen gemeldet. Es diente vielmehr als Fahrzeug der Streckenmarshalls. Ungeachtet dessen dominierte Ferrari das Rennen: Die 250 Testa Rossa des Werksteams und des North American Racing Teams waren Gesamtsieger und Gesamtzweiter; zudem belegten vier 250 GT Berlinetta SWB verschiedener Kundenteams die Plätze eins bis vier in der GT-Klasse. Nach diesem Erfolg begannen die Medien, intensiv über den kommenden „großen Ferrari“ zu berichten. Die Messepräsentation des Autos fand dann vier Monate später im Oktober 1960 auf dem Pariser Autosalon statt. Danach begann die Serienproduktion.
Die 250 GT 2+2 wurden bei Pininfarina in Grugliasco aufgebaut. Ferrari fertigte lediglich die Motoren selbst. Pininfarina stellte in drei Jahren 954 Fahrzeuge her, die sich auf die Fahrgestellnummern 01895GT bis 04961GT verteilen. Hinzu kommen 50 Exemplare des Nachfolgers 330 America, der stilistisch und mit Ausnahme des Motors auch technisch mit dem 250 GT 2+2 übereinstimmte.

## Sonderversionen
Die Fahrzeuge der 250-GT-2+2-Reihe sind weitgehend standardisiert. Während der Produktionszeit entstanden nur einzelne Sonderversionen. Einige Fahrgestelle wurden nach Produktionsende mit abweichenden Karosserien eingekleidet, in anderen Fällen dienten 250-GT-2+2-Chassis als Teilespender für andere Fahrzeuge.

### Pininfarina Speciale

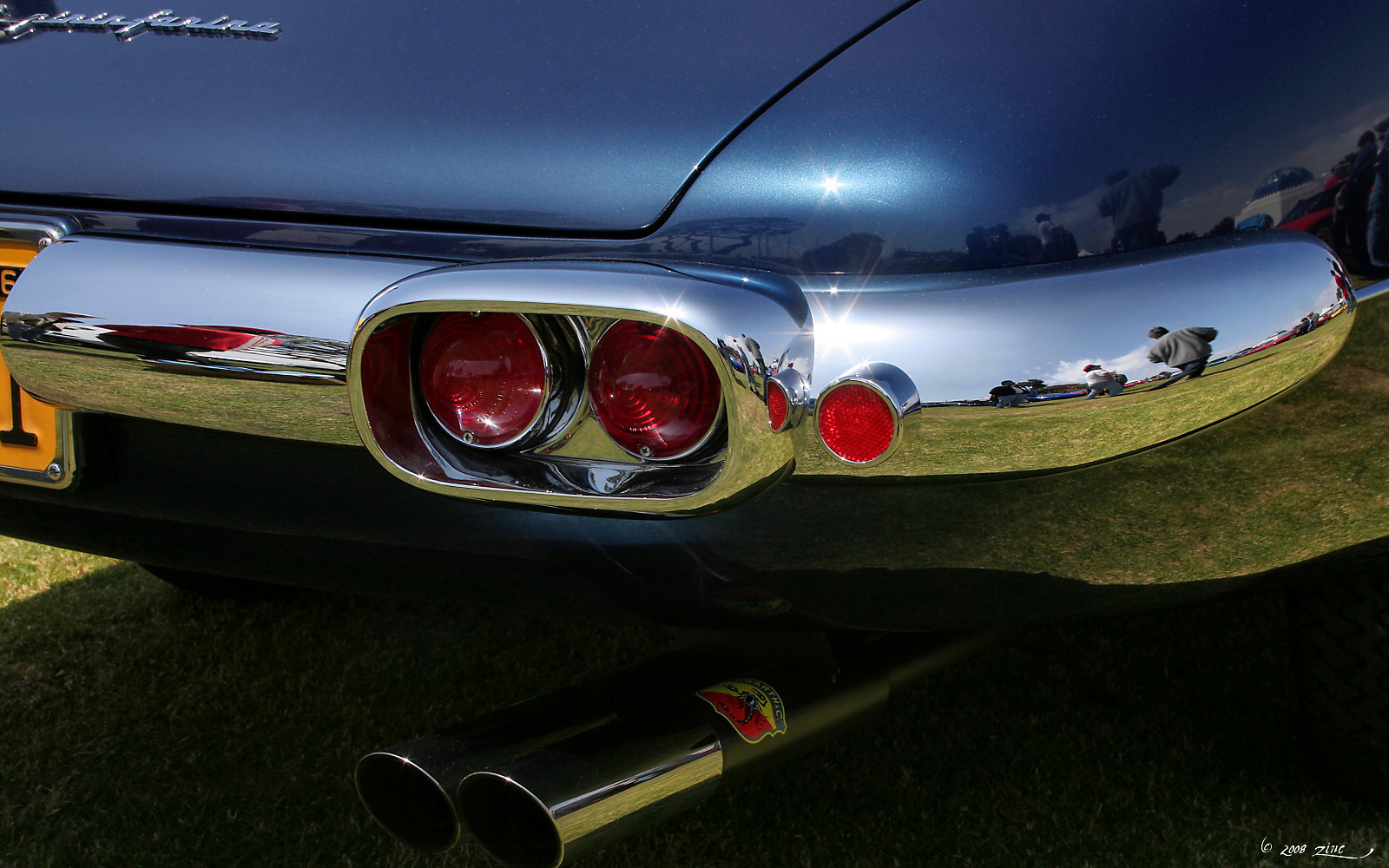
Rückleuchten eines 400 Superamerica

Das Fahrgestell 2821GT erhielt 1961 ab Werk eine eigenständige Karosserie. Der Vorderwagen entsprach bis zu den Türen der Serien-Karosserie des 250 GT 2+2, die Heckpartie mit dem abfallenden Kofferraum und den in die Stoßstangen integrierten Rückleuchten war aber dem 400 Superamerica nachempfunden. Die Technik entsprach dem 250 GT 2+2, allerdings hatte das Auto einen älteren Motor vom Typ 128C, später wurde ein Tipo 128E nachgerüstet. Das Vierganggetriebe hatte keinen Overdrive. Pininfarina stellte das Auto im Oktober 1961 in London aus. Es existiert noch und wurde 2014 für 2,3 Mio US-$ verkauft.

### 250 GT 2+2 Polizia Mobile

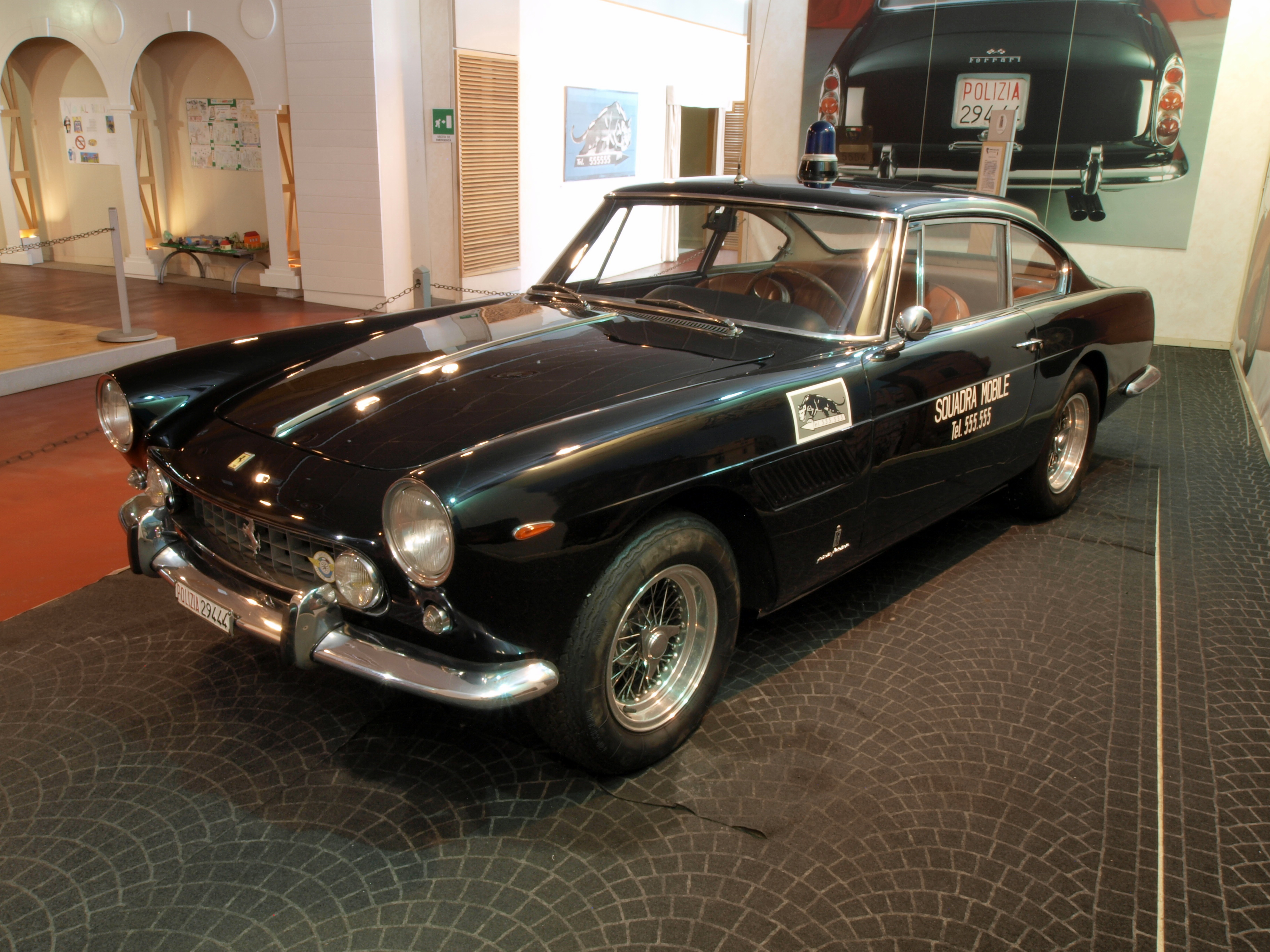
250 GT 2+2 Polizia Mobile (Nr. 3999)

1962 und 1963 entstanden zwei besondere Versionen des 250 GT 2+2 für die Polizei. Auslöser war die zu jener Zeit besonders hohe Kriminalität in Rom, anlässlich derer der römische Polizeichef und Italiens Staatspräsident Giovanni Gronchi einen Bedarf nach besonders schnellen Polizeifahrzeugen feststellten, mit denen flüchtende Gangster verfolgt werden konnten. Ferrari stellte der römischen Polizei daraufhin nacheinander zwei 250 GT 2+2 zur Verfügung, die mit einem Blaulicht, einer Sirene und einer Funksprechanlage ausgestattet waren und im Dunkelblau der italienischen Polizei lackiert waren. Die Technik blieb unverändert.
Das erste Polizeifahrzeug (Fahrgestellnummer 3363) wurde 1962 ausgeliefert. Wenig später kam es zu einem tödlichen Unfall, als Polizisten mit dem Auto auf einer öffentlichen Straße eine Probefahrt unternahmen. Der Wagen wurde dabei komplett zerstört. Das zweite Fahrzeug (Fahrgestellnummer 3999), das dem ersten sehr ähnlich war, wurde 1963 an die Squadra Mobile der römischen Polizei ausgeliefert. Sein vorrangiger Fahrer war der Polizist Armando Spadafora, der in Italien zu einer Berühmtheit wurde. Er hatte 1963 von dem Rennfahrer Roberto Lippi ein Fahrtraining erhalten. Das Auto war bis 1973 im Einsatz; dabei soll es auch zu mehreren Verfolgungsjagden gekommen sein. 1973 wurde der Wagen versteigert. Er existiert noch.
Das Auto erlangte internationale Bekanntheit. Zahlreiche Anbieter verkauften Modellautos in unterschiedlichen Größen. Auch über 40 Jahre nach der Außerdienstnahme des Autos werden noch Bausätze hierzu produziert.

### 250 GT Fantuzzi NART Spyder

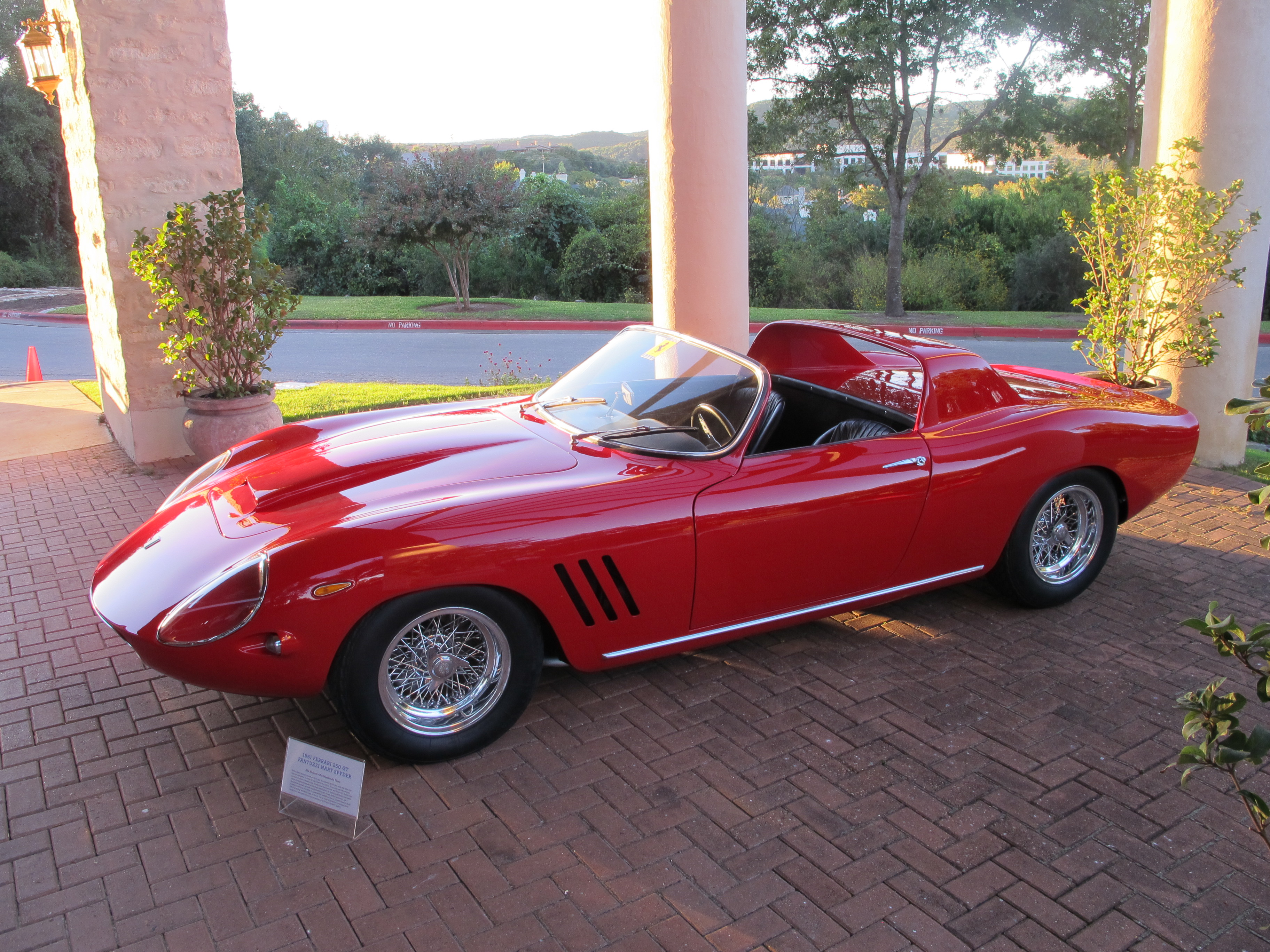
Fantuzzi-Spyder für NART

Der 1961 gebaute 250 GT 2+2 mit der Fahrgestellnummer 2235 hatte zunächst eine serienmäßige Karosserie. Das Auto wurde über den US-amerikanischen Ferrari-Importeur Luigi Chinetti an einen argentinischen Kunden geliefert, der den Wagen nach kurzer Zeit bei einem Unfall beschädigte. Chinetti nahm den Wagen zurück und beauftragte die Carrozzeria Fantuzzi aus Modena mit dem Entwurf und dem Aufbau einer völlig neuen Karosserie. Fantuzzi gestaltete 1965 einen zweisitzigen Spyder mit rundlicher Karosserie. Eine Besonderheit war ein Überrollbügel hinter den Sitzen, der ein Designmerkmal des Rennsportwagens Ferrari 250P aufgriff. Das Chassis des 250 GT 2+2 blieb unverändert. Mit Blick auf das von Chinetti betriebene North American Racing Team erhielt das Auto die Bezeichnung 250 GT Fantuzzi NART Spyder. Chinetti stellte den Wagen im November 1965 in San Francisco und im folgenden April in New York aus, verkaufte ihn aber zunächst nicht. 1966 wurde der Motor überarbeitet und auf die Testa-Rossa-Spezifikation umgestellt. Danach ging der Wagen durch die Hände mehrerer US-amerikanischer Eigentümer. In den 1988er-Jahren erfuhr er eine Komplettrestauration. Im August 2016 wurde der NART-Spyder bei einer Auktion in Monterey für 1,1 Mio US-$ verkauft.

### Der 250 GT 2+2 als Teilespender
In einigen Fällen wurden 250-GT-2+2-Chassis für den Um- oder Wiederaufbau anderer Ferrari-Modelle verwendet. Zweimal war Piero Drogos Carrozzeria Sports Cars indirekt an solchen Projekten beteiligt.
In einem Fall lag der Ausgangspunkt in einem Chassis der Baureihe 250 GT Berlinetta SWB. 1961 hatte dieses Fahrgestell (Nummer 2735GT) eine Sonderkarosserie von der Carrozzeria Sports Cars erhalten hatte. 1980 entfernte das Unternehmen Grand Prix Metalcraft die Drogo-Karosserie von diesem Fahrgestell und baute auf dem Chassis eine Berlinetta-SWB-Karosserie neu auf, die formal dem Werks-SWB entsprach. Die Drogo-Karosserie hingegen wurde auf ein modifiziertes 250-GT-2+2-Chassis übertragen (Fahrgestellnummer 3611GT).
Ein weiteres Fahrzeug mit ähnlicher Historie war ursprünglich ein 250 GTO. Das Auto (Chassisnummer 3445) war 1962 mit serienmäßiger GTO-Karosserie bei Scaglietti aufgebaut worden und gehörte zunächst der Scuderia Serenissima, bevor der schwedische Rennfahrer Ulf Norinder den Wagen übernahm. Als das Auto 1965 eine Überholung benötigte, hatte Scaglietti keine freien Kapazitäten. Stattdessen überarbeitete Drogo das Auto. Das GTO-Fahrgestell blieb unverändert, die Karosserie erfuhr aber leichte Modifikationen. In den 1970er-Jahren gehörte das Auto dem britischen Rennfahrer Robert Lamplough, der es 1976 bei einem Verkehrsunfall beschädigte. Daraufhin wurde das GTO-Chassis repariert. Die Drogo-Karosserie wurde entfernt und durch eine neu aufgebaute GTO-Karosserie im Originaldesign ersetzt. Drogos Karosserie hingegen wurde mit einem 250-GT-2+2-Chassis verbunden (Nummer 2423GT). Das Auto erhielt einen regulären GT-2+2-Motor.

## Technische Daten
| Technische Daten Ferrari 250 GT 2+2 und GTE 2+2 | Technische Daten Ferrari 250 GT 2+2 und GTE 2+2                                       |
| ----------------------------------------------- | ------------------------------------------------------------------------------------- |
| Motor:                                          | 12-Zylinder-V-Motor (Viertakt), Gabelwinkel 60°, vorne längs                          |
| Motortyp:                                       | Tipo 128E Tipo 128F                                                                   |
| Hubraum:                                        | 2953 cm³                                                                              |
| Bohrung × Hub:                                  | 73 × 58,8 mm                                                                          |
| Leistung bei 1/min:                             | 240 PS (177 kW) bei 7000                                                              |
| Max. Drehmoment bei 1/min:                      | 260 Nm bei 5000                                                                       |
| Verdichtung:                                    | 8,8:1                                                                                 |
| Gemischaufbereitung:                            | 3 Fallstrom-Doppelvergaser Weber 36DCF                                                |
| Ventilsteuerung:                                | obenliegende Nockenwellen                                                             |
| Kühlung:                                        | Wasserkühlung                                                                         |
| Getriebe:                                       | 4-Gang-Getriebe ab 1960 mit Overdrive                                                 |
| Radaufhängung vorn:                             | Einzelradaufhängung Doppelte Dreiecksquerlenker, Schraubenfedern, Teleskopstoßdämpfer |
| Radaufhängung hinten:                           | Starrachse an Längsblattfedern, Teleskopstoßdämpfer                                   |
| Bremsen:                                        | Scheibenbremsen rundum, hydraulisch betätigt                                          |
| Lenkung:                                        | Schnecke und Rolle                                                                    |
| Karosserie:                                     | Stahlblech auf Ovalrohrrahmenchassis                                                  |
| Spurweite vorn/hinten:                          | 1354/1349 mm                                                                          |
| Radstand:                                       | 2600 mm                                                                               |
| Abmessungen:                                    | 4700 × 1710 × 1341 mm                                                                 |
| Leergewicht:                                    | 1450 kg                                                                               |
| Höchstgeschwindigkeit:                          | 210–240 km/h                                                                          |
| Stückzahl:                                      | 954                                                                                   |